# DVC Den Dungen
Le DVC Den Dungen est un club de football féminin néerlandais situé à Den Dungen. Le club, fondé le 1er avril 1970, évolue actuellement en 5e division.
Dans les années 1990, le club remporte le titre de champion des Pays-Bas, et ceci cinq fois consécutivement.

## Palmarès
- Championnat des Pays-Bas (5) : 1991, 1992, 1993, 1994, 1995
- Coupe des Pays-Bas (2) : 1994, 1995
- Doublé Championnat-Coupe (2) : 1994, 1995